# Hotel Royal Savoy Lausanne

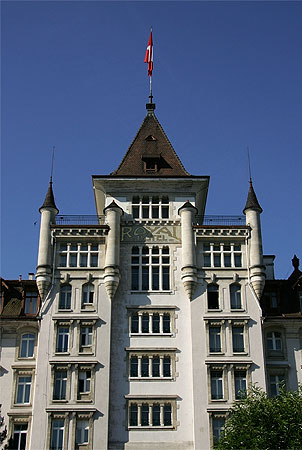
Hotel Royal Savoy Lausanne

Das Hotel Royal Savoy Lausanne ist ein luxuriöses Hotel in Lausanne. Es liegt mittig zwischen dem Bahnhof Lausanne und dem Genfersee, fünf Gehminuten vom See entfernt.

## Geschichte
1909 wurde das Hotel eröffnet, es hat eine Jugendstil-Fassade. Es diente bald als Rückzugsmöglichkeit für Könige und Aristokraten aus aller Welt. Der ehemalige König von Thailand, Bhumibol Adulyadej, verbrachte ab 1933 seine Jugendjahre hier. Für viele Jahre machte die spanische Königsfamilie während ihres Exils das Hotel zu ihrer Heimat.
Im November 2015 wurde das Hotel nach einer sechsjährigen Komplettrenovierung wiedereröffnet. Heute gehört das Hotel wie das Bürgenstock Resort und das Hotel Schweizerhof zur Bürgenstock Selection, an der die Barwa Real Estate Company aus dem Emirat Katar zur Hälfte beteiligt ist.

## Hotel
Das Hotel hat 196 Zimmer und Suiten, Veranstaltungsräume, das Restaurant Brasserie du Royal mit Terrasse, eine Lobby Lounge, Zigarren-Raucher-Lounge, eine Dachterrasse mit Panoramablick sowie einen grossen Wellnessbereich. Der Altbau im Chateau-Stil und der angeschlossene Neubau sind von einer Gartenanlage umgeben.